# Андреас Стьєрнен
Андреас Стьєрнен (норв. Andreas Stjernen) — норвезький стрибун з  трампліна, олімпійський чемпіон, призер чемпіонату світу,  чемпіон світу з польотів на лижах. 
Золоту олімпійську медаль та звання олімпійського чемпіона Стьєрнен виборов на Пхьончханській олімпіаді 2018 року разом із товаришами зі збірної в командних змаганнях на великому трампліні.

## Зовнішні посилання
- Досьє на сайті FIS [Архівовано 9 листопада 2017 у Wayback Machine.]

## Виноски
1. ↑  Men's large hill team results (PDF). Архів оригіналу (PDF) за 20 лютого 2018. Процитовано 22 квітня 2018.